# HRテクノロジーズ
HRテクノロジーズ株式会社は東京都渋谷区に拠点を置く、転職支援サービスを行う企業。

## 概要
2019年、「頑張る人の自己実現をテクノロジーで応援する」という理念のもと、元プロサッカー選手の鈴木啓祐がHRテクノロジーズ株式会社を設立。求職者に寄り添い、頑張る人が自己実現できるような社会にするために、テクノロジーを通して新しい仕組みを生み出す転職支援サービスを開始。
2020年、圧倒的ユーザーファーストを掲げた転職支援サービス「バクテン」を開始。転職後の支援金制度や自ら転職したい企業を持ち込むスタイルが反響を呼び、産経新聞デジタルやNIKKEI STYLEをはじめとする日本の主要メディアに掲載。
同年に、ユーザーが転職期間に過剰なストレスを抱えてしまうことを示唆し、可能な限り短い期間での転職支援サービス「ソクテン」を開始。

## 沿革
- 2019年
  - 10月 - HRテクノロジーズ株式会社 設立
- 2020年
  - 3月 - 圧倒的ユーザーファーストを掲げた転職支援サービス「バクテン」 開始
  - 9月 - コロナ禍の転職を応援する転職支援サービス「ソクテン」 開始
- 2021年
  - 2月 - コロナ禍の転職を応援する転職支援サービス「ソクテン」 サービス強化[5]